# Вештачки радиоактивни изотопи
Вештачки радиоактивни изотопи су радиоактивни изотопи који се не јављају у природним условима на Земљи.
Најчешће се добијају бомбардовањем атомских језгара елементарним честицама или другим атомским језгрима и распадом или цепањем тако добијених језгара.
Вештачки радиоактивни изотопи могу бити веома кратког века (мање од једне секунде) а могу бити и дугоживећи, до неколико стотина година. Краткоживећи изотопи имају изванредно велику примену. Нукеарна медицина највећим делом се бави применом краткоживећих радиоактивних изотопа у лечењу и дијагностици. Рецимо позитрон емисиона томографија користи изотопе угљеника 11-C (~20 мин), азота 13-N (~10 мин), кисеоника 15-O (~2 min) и флуора 18-F (~110 мин).
Дугоживећи радиоактивни изотопи настали сагоревањем нуклеарног горива у атомским цетралама представљају највећи проблем у складиштењу истрошеног нуклеарног горива.